# Bitwa pod Antiochią (218)
Bitwa pod Antiochią – starcie zbrojne, które miało miejsce w roku 218 n.e.
Wraz ze śmiercią cesarza Karakalli, wymarła męska linia potomków cesarza Septymiusza Sewera, prekursora dynastii Sewerów. Ciotka Karakalli, Syryjka Julia Maesa na polecenie cesarza Makrynusa musiała wraz z córkami oraz wnukami powrócić do rodzinnego miasta Emesa (obecnie Homs w Syrii), w którym posiadała znaczny majątek oraz niemałe wpływy. Maesa zamierzała wprowadzić na tron własnego potomka, widząc szansę w osłabieniu wpływów Makrynusa po dopiero co zakończonej wojnie partyjskiej i wykorzystując wierność byłych żołnierzy Karakalli. Jej otoczenie rozpoczęło wówczas agitację przeciwko Makrynusowi. Kandydatem do tronu był czternastoletni wnuk Maesy, Varius Avitus (Heliogabal), którego Maesa ogłosiła synem Karakalli. Księżniczka zaapelowała do swoich zwolenników o lojalność wobec dynastii Sewerów, obiecując żołnierzom III legionu Gallica stacjonującego w pobliżu Emesy sowitą zapłatę. Wojsko wkrótce wznieciło bunt, który po obwołaniu Heliogobala na cesarza w dniu 16 maja 218 n.e. rozszerzył się na inne regiony. W tym samym czasie Makrynus nadał swojemu 10-letniemu synowi Diadumenianowi tytuł Augusta.
Dnia 8 czerwca 218 n.e. w pobliżu Antiochii doszło do decydującej bitwy pomiędzy wojskami Makrynusa oraz Heliogabala. Starcie było chaotyczne, gdyż obaj wodzowie pozbawieni byli jakiegokolwiek doświadczenia bojowego. Początkowo wojska Makrynusa uzyskały przewagę, później jednak opór przeciwnika wzmógł się. Ostatecznie Makrynus przegrał bitwę, opuszczając pole walki, co przyczyniło się do porażki jego wojsk.
Po klęsce cesarz wysłał swojego syna w towarzystwie kilku dostojników do króla perskiego po pomoc. Diadumenianowi nie udało się jednak dotrzeć do granicy. W mieście Zeugma nad Eufratem chłopca pojmano i szybko stracono. W tej sytuacji Makrynus w przebraniu podjął próbę przedostania się do Rzymu, gdzie cały czas miał poparcie senatu. Pod Chalkedonem wpadł jednak w ręce zwolenników Heliogabala, którzy odesłali go do Syrii. W trakcie podróży Makrynus został zgładzony. Nowym cesarzem na okres 3 lat został Heliogabal.